# 헌터 × 헌터
《헌터 × 헌터》(일본어: ハンターハンター, 영어: HUNTER×HUNTER, 통칭:  HxH)는 1998년 3월 3일부터 「주간 소년 점프」에서 연재 중인 작가 토가시 요시히로(일본어: 冨樫 義博)가 그린 일본의 모험, 액션 만화다. 주인공 곤이 아버지와 같은 헌터가 되기 위함과 동시에, 아버지를 만나기 위해서 고향인 고래섬을 떠나 모험하는 이야기를 그리고 있다.
누계 발행 부수 8400만 부를 넘었다.

## 개요
주인공 곤 프릭스는 9살때 아버지의 제자인 헌터 카이토를 만난 후 아버지가 살아있다는 사실을 알게 된다. 카이토를 통해 아버지가 헌터라는 말을 듣고 아버지와 같은 헌터가 되기 위해 그리고 아버지를 만나기 위해 12살이 된 곤은 고향인 고래섬을 떠나 여행을 시작한다.
다양한 물건을 수집하는 취미를 가진 작가 토가시 요시히로가 언젠간 헌터라는 제목의 만화를 그리겠다고 구상하던 중 다운타운이 나온 프로그램에서 "왜 두번씩 말하는 거야?"라는 말에 영감을 얻어 《HUNTER × HUNTER》라는 제목을 짓게 되었다.

## 줄거리
헌터 시험 편
No.001 - No.037 (단행본 1권 ~ 5권)
아버지와 같은 헌터가 되기 위해 여행을 떠난 곤은 헌터라는 같은 목표를 가진 크리피카, 레오리오와 만나 행동을 같이한다. 이후 동갑내기 소년 키르아와 헌터 시험장에서 만나며 친구가 된다. 헌터시험에서 위험한 인물인 마술사 히소카, 암살자 이르미와 만나 위기를 겪지만, 서로 협력하며 신뢰를 쌓고 곤, 크라피카, 레오리오는 시험에 합격한다.
쿠쿠르 마운틴 · 조르딕가 편
No.038 - No.043 (단행본 5권)
암살을 가업으로 하는 조르딕가의 삼남 키르아는 암살자로서 교육받으며 성장했지만, 살인하지 않는 삶과 헌터 시험장에서 만난 동갑내기 소년 곤과 친구가 되고 싶다는 바람을 가진다. 하지만 형 이르미와 만나 형에게 위압감을 느끼며 암살자에게 친구는 필요하지 않으니 포기하라고 제지하는 말에 혼란스러워한다. 이후 키르아는 최종시험의 규칙을 스스로 위반하여 시험에 탈락하고 집으로 돌아간다. 곤과 크라피카, 레오리오는 이것이 키르아 스스로의 의지가 아니라 여기고 키르아를 찾기 위해 조르딕 가문이 사는 쿠쿠르 마운틴으로 향한다. 조르딕가에서 일하는 제브로의 도움을 받아 약 2주간 수련을 통해 2t이 넘는 시련의 문을 여는데 성공하고 곤 일행과 키르아는 재회한다.
천공 격투장 편
No.044 - No.063 (단행본 5권 ~ 7권)
9월 1일 요크신 시티에서 재회하기로 약속하고 곤은 그동안 함께했던 크라피카, 레오리오와 헤어진 뒤 키르아와 함께 수행과 용돈 벌이를 할 겸 천공 격투장으로 간다. 순조롭게 연승을 거듭하며 200층에 도달하지만, 그곳에서 기다리고 있던 건 히소카였다. 곤과 키르아는 천공 격투장에서 만났던 소년 즈시와 그의 스승 윙을 통해서 인간의 몸에서 흘러나오는 아우라를 이용한 ’넨’이라는 힘을 알게 되고, 히소카와 승부하기 위한 수련을 한다. 헌터 시험의 숨겨진 비밀 시험인 넨 습득에 합격하고 이후 곤은 히소카와 결전을 치르지만 4:11로 패배하여 큰 실력 차이를 느낀다.
요크신 시티 · 환영여단 편
No.071 - No.119 (단행본 8권 ~ 13권)
곤과 키르아는 함께 고래섬으로 돌아가 휴식을 취하고 헌터시험에 합격해서 돌아온 곤에게 양부모 미토는 곤의 아버지 진이 남기고 간 상자를 곤에게 전해준다. 상자에서 진에 대한 힌트를 찾은 곤과 키르아는 게임 그리드 아일랜드(약칭: G.I)가 경매로 출품되는 요크신 시티로 향한다. 한편 크라피카는 요크신 시티에서 경호 임무를 하며 도적 환영여단에게 뺏긴 일족의 눈을 되찾기 위한 복수를 준비한다. 곤과 키르아, 크라피카는 경매의 물품을 노리고 요크신 시티를 습격한 환영여단과 조우하고 크라피카는 여단의 일원인 우보긴을 죽이고 단장 클로로를 전투 불능으로 만들지만 여단에게 잡힌 곤과 키르아를 구출하기 위해 인질 교환을 한다.
그리드 아일랜드 편
No.120 - No.185 (단행본 13권 ~ 18권)
크라피카의 도움으로 구출된 곤과 키르아는 경매 출품된 모든 G.I를 낙찰한 재산가 바테라가 모집하는 G.I 플레이어 선발전에 참가한다. 시험에 통과한 곤과 키르아는 G.I에서 헌터 비스케와 만나고 소질은 뛰어나지만, 그것을 갈고 닦을 줄 모르는 두 사람을 훈련해주기 위해 비스케는 곤과 키르아를 제자로 삼아 훈련을 시키고 세 사람은 최초로 G.I를 클리어하게 된다.
키메라 앤트 편
No.186 - No.318 (단행본 18권 ~ 30권)
G.I 게임 보상으로 얻는 아이템 카드 세 장을 곤, 키르아, 비스케는 한 장씩 나눠 가지고 곤은 아버지를 진을 만나기 위해 카드를 이용해 진을 찾아가지만 진이 사전에 설정한 조건에 의해 만나지 못한다. 대신 곤은 그곳에 있던 진의 제자 카이토와 재회한다. 곤과 키르아는 카이토가 의뢰받은 헌터 일을 돕는 도중 다른 국가가 관여하기 힘든 폐쇄국가 NGL(Neo Green Life)에서 1급 격리지정 종 키메라 앤트를 발견하고 인간에게 위협이 되는 키메라 앤트 토벌 중 키메라 앤트 왕의 직속 호위군 세 개체 중 하나인 네페르피트에게 습격을 받지만, 곤과 키르아는 카이토의 도움으로 네페르피트에게서 탈출하고 카이토는 생사불명 상태가 된다. 이후 키메라 앤트 토벌중 키르아는 자신을 조종하던 이르미의 침을 제거하고 조종당해 잊고 있던 동생 아르카를 기억해내고 충격을 받는다. 소수 정예의 헌터들과 헌터 협회장 네테로는 키메라 앤트 토벌에 나서고 곤은 네페르피트와의 결투에서 승리하지만 큰 부상을 입는다. 이들의 활약으로 키메라 앤트 토벌은 성공하고 키메라 앤트의 왕 메르엠은 사망한다.
회장 선거 · 아르카 편
No.319 - No.339 (단행본 30권 ~ 32권)
키메라 앤트의 왕을 죽이기 위해 파괴병기 미니어처 로즈를 쓴 네테로는 피폭되어 전사하고 선거를 통해 차기 회장을 뽑으라는 네테로의 유언으로 선거의 규칙을 정하기 위해 유사시 헌터 협회의 운영을 맡는 헌터 십이지가 모인다. 곤의 아버지인 진은 십이지의 일원으로 진이 제시한 규칙에 따라 95% 이상의 헌터가 참여하여 투표하는 선거를 하게 된다. 곤은 선거가 이루어지는 시기에 키메라 앤트 토벌 후 중태에 빠져 시한부 환자가 된다. 곤을 치료하기 위해 그리고 조르딕가에 갇힌 동생 아르카를 위해서 키르아는 아르카를 구출하고 아르카의 능력으로 곤의 목숨을 구한다. 회복한 곤은 회장이 결정되는 회의장을 찾아가 회장후보 네 명중 한명인 레오리오를 만나고 회의장을 벗어날 수 없던 진은 곤과 조우한다.
암흑대륙 편
No.340 - (단행본 32 권 ~)
곤은 카이토가 살아있다는 소식을 듣고 카이토와 재회한 후 아버지 진과 세계수에서 만나 얘기하던 중 세계지도의 바깥에 더 큰 세계가 존재한다는 사실을 알게된다. 한편 카킹제국은 암흑대륙 진출을 선언하고 암흑대륙 탐험대 총책임자로 네테로 회장의 알려지지 않은 아들 비욘드를 내세운다. 네테로의 뒤를 이어 헌터 협회의 회장이 된 치들은 5대륙의 대표 V5의 요청과 네테로 회장의 유언으로 비욘드 네테로를 저지하고자 한다. 암흑대륙으로 진출하기 위해 십이지의 파리스톤과 진은 십이지를 탈퇴하고 레오리오와 크라피카는 새로운 십이지로 추천받아 암흑대륙으로 향한다.

## 등장 인물

### 주인공 일행
곤 프릭스
헌터 × 헌터의 주인공이며, 고래섬 출신으로 어린 시절부터 자연 속에서 자라 동물과 마음이 잘 통한다. 호기심이 많으며 활기찬 소년으로 단순하고 고집 있는 성격이다.
크라피카
환영여단에 의해 멸망한 쿠르타족의 마지막 생존자다. 정확한 판단력과 명석한 두뇌를 가지고 있어 평소에는 차분하지만, 다혈질적인 일면을 가지고 있으며 환영여단(거미)과 관련된 일이면 붉은 눈이 되어 이성을 잃고 분노한다.
레오리오 파라디나이트
과거 친구와 같은 질병의 환자를 모두 무료로 치료하는 것을 꿈꾸는 의사 지망생이다. 단순한 성격으로 술과 여자에 약하다. 돈에 집착하고 속물적인 인물인 한편 정의감이 강하고 동료의 일에 자신을 내던지는 것을 주저하지 않는 의리파로 덕망이 좋다.
키르아 조르딕
유명한 암살일가 조르딕가의 삼남이다. 신중하고 머리가 좋은 편이나 다소 충동적인 부분이 있으며, 자신이 인정한 사람이 아니면 냉정한 일면도 보인다.

### 조르딕 가문
유명한 암살자 가문이다. 키르아의 가족이기도 하다.
- 이르미 조르딕

키르아의 형으로, 조르딕가의 장남이다. 긴 장발에 생각없어 보이지만 섬뜩하고 무서운 초점 없는 눈을 하고 있다. 히소카의 친구이며 암살자의 재능이 뛰어나다. 점차 강해지는 키르아를 보고 이르미만큼이나 강해지고 있다는 평이 있을 정도이다. 화가나면 살기를 뿜는데, 이 때, 얼굴에 그림자가 지고 머리카락이 흩날린다. 또한, 이 살기가 매우 강해 동물들도 위협을 감지하고 멀리에 떨어져 있는 사람도 느낄 정도이다. 옷에 박혀있는 침에 넨을 불어넣어 타인에게 꽂는다. 침이 꽂히면 이르미의 지배에 이성없이 복종하게 되고, 침이 빠지면 죽는다.
- 이르카/나니카

키르아의 남동생으로 여성같은 외모와 복장을 하고있다. 평소에는 있으며 평소에는 이르카(일반인)의 모습이지만 정체불명의 힘을 지닌 나니카(무언가)와 한 몸이다. 이 둘은 특별한 능력을 지녔다. 나니카는 그 어떤 소원이던지 들어줄 수 있다(말 그대로 무엇이던지 이룰 수 있다. 넨 제약 시전 후 의사들도, 능력자들도 포기한 말라 비틀어져 다 죽어가던 곤을 멀쩡하게 살려낸다. 이 능력은 검은 대륙과 관련있는 것으로 나온다.). 다만, 이르카로 돌아왔을 때, '조르기'라는 것을 하는데, 이전에 빌었던 소원의 크기가 큰 만큼 큰 대가를 요구한다(예로 억만장자가 되게 해달라는 소원을 이루어준 후 대가로 간을 요구했다.). 만약 이르카의 '조르기'를 성사시키지 못하면 '조르기'가 걸린 사람은 죽는다. 특이한 점이 있는데, 이는 '조르기'가 소원을 빈 사람이 아닌 다른 이에게 걸린다는 것이다. 예외로, 키르아만은 나니카의 능력을 '조르기'의 대가 없이 사용할 수 있다. 흔히 메르엠은 체술 최강, 나니카는 초능력 최강으로 묘사된다. 둘 모두 키르아를 좋아한다.

### 환영여단
다수의 넨 사용자로 구성된 범죄집단이다. 쿠르트족을 멸족시킨 단체이기도 하다. 거미 모양의 문신이 특징이며 줄여서 여단이라고도 부른다.
- 클로로

환영여단의 단장으로 매우 강하다. 히소카와 대결하여 히소카를 죽였었다. 넨 능력은 책에서 다른 이의 넨 능력을 꺼내어 사용하는 도적의 극의이다. 다른 말로, 넨 기술을 여러 개 보유하고 있다고도 볼 수 있다. 현재 카킹국의 보물 탈취와 히소카를 잡기 위해 BW에 탑승해있다.

### 키메라 앤트
헌터 x 헌터의 세계관에서 1등급 위험 생물로 지정된 생물들로, 암흑 대륙에서 온 생물이다. 먹이를 먹어서 번식 및 진화하는 섭식 교배의 특징을 갖는다. '여왕'을 중심으로 여러 개체가 있다. '여왕'이 '왕'을 출산하면 가장 강한 세 키메라 앤트들이 '왕'을 보좌하게 된다. 이들의 공통적인 특징으로는 손가락이 네 개라는 것이다.
- 메르엠

'왕'이다. 묘사되는 바로는 온몸의 힘을 집중하여 시간을 멈춘 것처럼 느낄 수 있어야 메르엠의 움직임을 겨우 볼 수 있다고 한다. 작중 넨 제약의 곤이나 네테로가 아니라면 호각을 이루기는 커녕 상대도 안된다. 네테로와의 전투에서 폭탄의 폭발로 빈사 상태가 되었지만 회복한다. 그러나 결국에는 폭발로부터의 중독으로 코무기의 곁에서 죽는다. 코무기와 대국을 두는 것을 즐겼다.
- 네페르 피트

흰색의 단발머리를 한 고양이수인의 모습을 하고있다. '왕'을 보좌하는 세 명의 간부중 하나다. 웬만한 헌터들은 상대도 안될 정도로 강하다. 능력은 크게 두가지로 나뉜다. 첫 번째 능력은 '닥터 브라이스'로 의사 인형 소환을 통한 회복 능력이다. 뜯겨나간 팔을 봉합하거나 죽은 사람을 움직이게 하고 금방 부러진 뼈를 다시 붙게 하는 등 능력이 매우 뛰어나다. 두 번째는 '테레프시코레'로 자신에게 실을 연결하여 인형 같은 모습을 취한 후 대폭 향상된 공격력과 속도로 상대방에게 돌진하는 기술이다. 이 기술을 전개하고 상대를 공격할 때까지 0.1초도 걸리지 않는다. 이 기술로 넨 제약의 곤의 팔을 자르는데에 성공한다.

### 기타 등장인물
- 히소카 모로

싸움을 좋아하고 추구하며 싸움으로부터 성적 쾌감을 얻는 이상성욕자이다. 뛰어난 체술을 지녔으며 전투 센스가 탁월해 강한 모습을 보인다. 마술의 기술들을 이용하여 공격하여 마술사로도 묘사된다. 넨을 통해 번지껌을 사용한다. 번지껌은 고무와 껌의 성질을 지녔다. 환영여단 소속으로 위장하고 있었다.
- 아이작 네테로

헌터 협회의 전 회장으로 최강의 헌터였다. 과거 감사의 정권 지르기로 수련을 하다가 음속을 뛰어넘는 속도를 갖게 된다. 넨 능력은 백식관음으로 손을 모아 합장하면 거대한 금빛 관음신이 소환되는 능력이다. 이 백식관음 역시 음속을 뛰어넘고, 메르엠의 움직임을 봉인하고 막아낼 수 있을 정도로 강하다. 메르엠의 전투 중 마지막 기술인 '백식관음 제로'를 사용하여 모든 아우라를 소모하게 된다. 그럼에도 메르엠이 죽지 않자, 최후의 수단으로 자폭을 시전한다. 메르엠이 중간에 부활하기는 하지만 죽게 되는 직접적인 원인을 제공한다. 추정이지만, 나이가 100세를 한참 넘긴 것으로 보인다.
- 비스켓 크루거

곤과 키르아를 가르친 스승 중 한 명이며, 작고 아름다운 여성이다. 하지만 이런 모습은 페이크고 진짜 모습은 온몸이 근육질인 우락부락한 몸이다. 진짜 모습을 개방하면 매우 강력해진다.
- 코무기

맹인 소녀이다. 백색의 머리이며 평소에는 고리로 묶는다. 대국을 두는데에 있어서는 재능이 초월적이다. 게임의 룰만 알아도 모든 고수들을 쉽게 이길 수 있는 메르엠이 이기지 못한 유일한 상대이다. 메르엠의 곁에 끝까지 남아있었다.

## 등장 지역
- 고래섬

- 쿠쿠르 마운틴

- 천공 격투장

- 요크신 시티

- 그리드 아일랜드

- NGL 자치국

## 단행본

### 일본판
1. 「出発の日」1998年6月9日 発行.[출 1]、ISBN 4-08-872571-9
2. 「霧の中の攻防」1998年9月7日 発行.[출 2]、ISBN 4-08-872606-5
3. 「決着」1998年11月9日 発行.[출 3]、ISBN 4-08-872630-8
4. 「最終試験開始!」1999年2月9日 発行.[출 4]、ISBN 4-08-872672-3
5. 「ジン＝フリークス」1999年5月5日 発行.[출 5]、ISBN 4-08-872713-4
6. 「ヒソカの条件」1999年10月9日 発行.[출 6]、ISBN 4-08-872749-5
7. 「これから」1999年12月27日 発行.[출 7]、ISBN 4-08-872788-6
8. 「オークション開催!!」2000年4月9日 発行.[출 8]、ISBN 4-08-872847-5
9. 「9月1日」2000年7月9日 発行.[출 9]、ISBN 4-08-872890-4
10. 「9月3日」2000年11月7日 発行.[출 10]、ISBN 4-08-873021-6
11. 「9月4日」2001年3月7日 発行.[출 11]、ISBN 4-08-873087-9
12. 「9月4日 その2」2001年7月9日 発行.[출 12]、ISBN 4-08-873135-2
13. 「9月10日」2001年11月7日 発行.[출 13]、ISBN 4-08-873180-8
14. 「島の秘密」2002年4月9日 発行.[출 14]、ISBN 4-08-873262-6
15. 「躍進」2002年10月9日 発行.[출 15]、ISBN 4-08-873314-2
16. 「対決」2003年2月9日 発行.[출 16]、ISBN 4-08-873382-7
17. 「三つ巴の攻防」2003年6月9日 発行.[출 17]、ISBN 4-08-873443-2
18. 「邂逅」2003年10月8日 発行.[출 18]、ISBN 4-08-873516-1
19. 「NGL」2004年2月9日 発行.[출 19]、ISBN 4-08-873562-5
20. 「弱点」2004年6月9日 発行.[출 20]、ISBN 4-08-873607-9
21. 「再会」2005年2月9日 発行.[출 21]、ISBN 4-08-873661-3
22. 「8-(1)」2005年7月9日 発行.[출 22]、ISBN 4-08-873792-X
23. 「6-(1)」2006年3月8日 発行.[출 23]、ISBN 4-08-873882-9
24. 「1-(4)」2007年10月9日 発行.[출 24]、ISBN 978-4-08-874453-7
25. 「突入」2008年3月9日 発行.[출 25]、ISBN 978-4-08-874535-0
26. 「再会」2008年10月8日 発行.[출 26]、ISBN 978-4-08-874610-4
27. 「名前」2009年12月30日 発行.[출 27]、ISBN 978-4-08-870065-6
28. 「再生」2011年7月9日 発行.[출 28]、ISBN 978-4-08-870326-8
29. 「記憶」2011年8月9日 発行.[출 29]、ISBN 978-4-08-870327-5
30. 「返答」2012年4月9日 発行.[출 30]、ISBN 978-4-08-870450-0
31. 「参戦」2012年12月9日 発行.[출 31]、ISBN 978-4-08-870697-9
32. 「完敗」2012年12月31日 発行.[출 32]、ISBN 978-4-08-870698-6
33. 「厄災」2016年6月8日 発行.[출 33]、ISBN 978-4-08-880352-4
34. 「死闘」2017年7月1日 発行.[출 34]、ISBN 978-4-08-881248-9
35. 「念獣」2018年2月7日 発行.[출 35]、ISBN 978-4-08-881455-1

### 한국판

#### 신장판
1. 출발의 날 HUNTER X HUNTER. 학산문화사. 2013.06.25 발매. ISBN 9788968311529.
2. 안개 속의 공방 HUNTER X HUNTER. 학산문화사. 2013.06.25 발매. ISBN 9788968311543.
3. 결판 HUNTER X HUNTER. 학산문화사. 2013.08.25 발매. ISBN 9788968318597.
4. 최종 시험 개시! HUNTER X HUNTER. 학산문화사. 2013.06.25 발매. ISBN 9788968318603.
5. 진=프릭스 HUNTER X HUNTER. 학산문화사. 2013.10.25 발매. ISBN 9791155970485.
6. 히소카의 조건 HUNTER X HUNTER. 학산문화사. 2013.10.25 발매. ISBN 9791155970492.
7. 이제부터 HUNTER X HUNTER. 학산문화사. 2013.12.25 발매. ISBN 9791155972373.
8. 옥션 개최!! HUNTER X HUNTER. 학산문화사. 2013.12.25 발매. ISBN 9791155972380.
9. 9월 1일 HUNTER X HUNTER. 학산문화사. 2014.03.25 발매. ISBN 9791155977262.
10. 9월 3일 HUNTER X HUNTER. 학산문화사. 2014.03.25 발매. ISBN 9791155977279.
11. 9월 4일 HUNTER X HUNTER. 학산문화사. 2014.09.25 발매. ISBN 9791155979051.
12. 9월 10일 HUNTER X HUNTER. 학산문화사. 2014.09.25 발매. ISBN 9791155979068.
13. 9월 10일 두번째 HUNTER X HUNTER. 학산문화사. 2014.12.25 발매. ISBN 9791125605256.
14. 섬의 비밀 HUNTER X HUNTER. 학산문화사. 2014.12.25 발매. ISBN 9791125605263.
15. 약진 HUNTER X HUNTER. 학산문화사. 2015.04.25 발매. ISBN 9791125608271.
16. 대결 HUNTER X HUNTER. 학산문화사. 2015.04.25 발매. ISBN 9791125608288.
17. 삼파전 HUNTER X HUNTER. 학산문화사. 2015.06.25 발매. ISBN 9791125636724.
18. 해후 HUNTER X HUNTER. 학산문화사. 2015.07.25 발매. ISBN 9791125636731.
19. NGL HUNTER X HUNTER. 학산문화사. 2015.08.25 발매. ISBN 9791125644439.
20. 약점 HUNTER X HUNTER. 학산문화사. 2015.12.25 발매. ISBN 9791125644446.
21. 재회 HUNTER X HUNTER. 학산문화사. 2016.02.25 발매. ISBN 9791125654391.
22. 8-① HUNTER X HUNTER. 학산문화사. 2016.04.25 발매. ISBN 9791125654407.
23. 6-① HUNTER X HUNTER. 학산문화사. 2016.05.25 발매. ISBN 9791125658641.
24. 1-④ HUNTER X HUNTER. 학산문화사. 2016.06.25 발매. ISBN 9791125658658.
25. 돌입 HUNTER X HUNTER. 학산문화사. 2016.08.25 발매. ISBN 9791125660491.
26. 재회 HUNTER X HUNTER. 학산문화사. 2016.08.25 발매. ISBN 9791125660507.
27. 이름 HUNTER X HUNTER. 학산문화사. 2016.10.25 발매. ISBN 9791125660514.
28. 재생 HUNTER X HUNTER. 학산문화사. 2016.12.25 발매. ISBN 9791125660521.
29. 기억 HUNTER X HUNTER. 학산문화사. 2017.01.25 발매. ISBN 9791125660538.
30. 과물 HUNTER X HUNTER. 학산문화사. 2017.03.25 발매. ISBN 9791125660545.
31. 참전 HUNTER X HUNTER. 학산문화사. 2013.10.25 발매. ISBN 9791155970478.
32. 완패 HUNTER X HUNTER. 학산문화사. 2013.12.25 발매. ISBN 9791155972397.